# Кесадиља
Кесадиља (шп. quesadilla) је мексичко јело, које се састоји од тортиље која се првенствено пуни сиром, а понекад месом, зачинима и другим, а затим кува на тигању. Традиционално се користи кукурузна тортиља, али се може направити и са тортиљом од брашна. 
Честа је full quesadilla са две тортиље које држе слој сира између себе. Half је једна тортиља која је напуњена сиром и савијена у облик полумесеца. 

## Историја
Кесадиља је пореклом из Вицекраљевства Нове Шпаније. Мењала се и еволуирала током многих година док су људи експериментисали са различитим њеним варијацијама. Кесадиља се често продаје у мексичким ресторанима широм света.

## Врсте

### Оригинална мексичка кесадиља
У централном и јужном делу Мексика, кесадиља је равни круг куване кукурузне масе, која се назива тортиља, загрејана да омекша толико да се преклопи на пола и затим напуни. Типично се пуне queso Oaxaca, жилавим мексичким сиром. Кесадиља се затим кува на комару док се сир потпуно не отопи. Обично се кувају без додавања било каквог уља. Кесадиље се често сервирају са зеленом или црвеном салсом, сецканим луком и гвакамолом. Иако је најчешће пуњена сиром Oaxaca, други састојци се такође користе као додатак сиру или га чак и замењују. То може бити кувано поврће, као што су кромпир са ћоризом, печуркама, епазоте и различите врсте куваног меса, као што је тинга направљена од пилетине или говедине или куване свињетине. Понегде су кесадиље преливене и другим састојцима, поред пуњења која већ имају. Најчешћи су авокадо или гвакамоле, сецкани лук, парадајз, серано чиле и коријандер. Салса се такође може додати као прелив.
Мексичке кесадиље се традиционално кувају на комару, који се користи и за припрему тортиља. Као варијација, кесадиље се могу пржити у уљу да би се направиле quesadillas fritas. Главна разлика је у томе што се, док се традиционално припремају пуњењем делимично куваних тортиља, а затим кувају док се сир не растопи, пржене припремају попут пецива, припремајући некувану масу у малим круговима, затим преливајући филом и на крају пресавијање кесадиље за формирање пецива. Затим се убаци у вруће уље док споља не добије златну боју и хрскавост.
Остале варијације укључују употребу тортиља од пшеничног брашна, посебно у северном Мексику. Тесто од пшенице најчешће се користи уместо кукурузне масе. У овом случају, тортиља од брашна се припрема, пресавија и пуни сиром (углавном локалним сиром који су направили Менонити). Начин припреме је потпуно исти као и сорта кукуруза.
Иако се кесадиље у већини Мексика праве са сиром, у Мексико Ситију се такве морају посебно затражити.
Понекад се сир и шунка додају између две тортиље од брашна, а затим се исеку. У Мексику је то уобичајено познато као sincronizada. Иако се прави готово исто као и кесадиља, сматра се потпуно другачијим јелом. Туристи често мешају sincronizada са кесадиљом, јер се у већини мексичких ресторана изван Мексика обично назива кесадиљом. 

### Америчка кесадиља
Кесадиља је регионално омиљено јело на југозападу САД, где је слична сендвичу са грилованим сиром са роштиља, укључујући локалне састојке. Тортиља од брашна загрева се на тигању, а затим се окрене и посипа ренданим сиром, попут чедар сира и Монтереј Џек. Једном када се сир отопи, могу се додати и други састојци, као што је исецкано месо, паприка, лук или гвакамоле, а затим се пресавија и сервира. Брза верзија кесадиље, тортиља од сира, често се служи деци.
Друга припрема укључује сир и остале састојке који се стављају између две тортиље од брашна, а цело паковање се пече на науљеној решетки и преврће, тако да се обе стране кувају, а сир топи. Овај тип је сличан мексичкој sincronizada; али у Сједињеним Државама често имају и фахита говедину или пилетину или друге састојке уместо шунке. Та врста кесадиље је такође мексичка и назива се гринга (назив варира у неким регионима у Мексику).
Регионалне варијације одређених рецепата постоје широм југозапада.

### Варијације
Кесадиље су прилагођене многим различитим стиловима. У Сједињеним Државама, многи ресторани их послужују као предјело, након што додају свој укус. Неке варијације користе козји сир, црни пасуљ, спанаћ, тиквице или тофу. Варијација која комбинује састојке и технику кувања кесадиље са додацима за пицу описана је као pizzadilla. 
Чак се и слатке кесадиље праве, користећи састојке као што су чоколада, маслац, карамела и различито воће.
Кесадиље за доручак се, такође, праве од састојака попут јаја, сира и сланине.